# Барбадоський долар
Барбадоський долар (англ. Barbadian dollar) — національна валюта Барбадосу з 1935 року. Як і всі долари своїм символом має $, але за потреби вирізнити від інших доларових валют використовується символ Bbd$. Код валюти згідно ISO 4217: BBD. Поділяється на 100 центів. В обігу знаходяться монети номіналом 5, 10, 25 центів і 1 доллар.Монета в 1 цент з 7 травня 2014 року вилучена з обігу, а всі ціни в роздрібній торгівлі  округлені до 5 центів. Однак нею ще можна гіпотетично розплатитися, або здати в банк. А ось на здачу її вже точно не дадуть. З 5 липня 1975 барбадоський долар прив'язано до долара США у співвідношенні 2:1 (1$=2Bd$).

## Банкноти
Зараз в обігу є такі банкноти:
- 2 долари (синій колір)
- 5 доларів (зелений)
- 10 доларів (коричневий)
- 20 доларів (фіолетовий)
- 50 доларів (помаранчевий)
- 100 доларів (сірий)

Вже неіснуючий 1 долар (тепер монета) був червоного кольору і був на ньому представлений Самуїл Джекман Прескот (Samuel Jackman Prescod) — перша людина, африканського походження, щоб була обраною 1843 року до парламенту Барбадосу.

## Монети
З 1973 року випускаються монети номіналами 1, 5, 10, 25, центів та 1 долар. З 1973 по 1991 монета в 1 цент випускалася з бронзи, з 1992 року став використовуватися цинк покритий міддю. 5-ти центова монета випускається з латуні, інші три найдорожчі номінали — з купронікелю. Монета в 1 долар має 7-ми сторонню рівномірно опуклу форму, на аверсі якої зображено Летючю рибу, на реверсі — Герб Барбадосу.

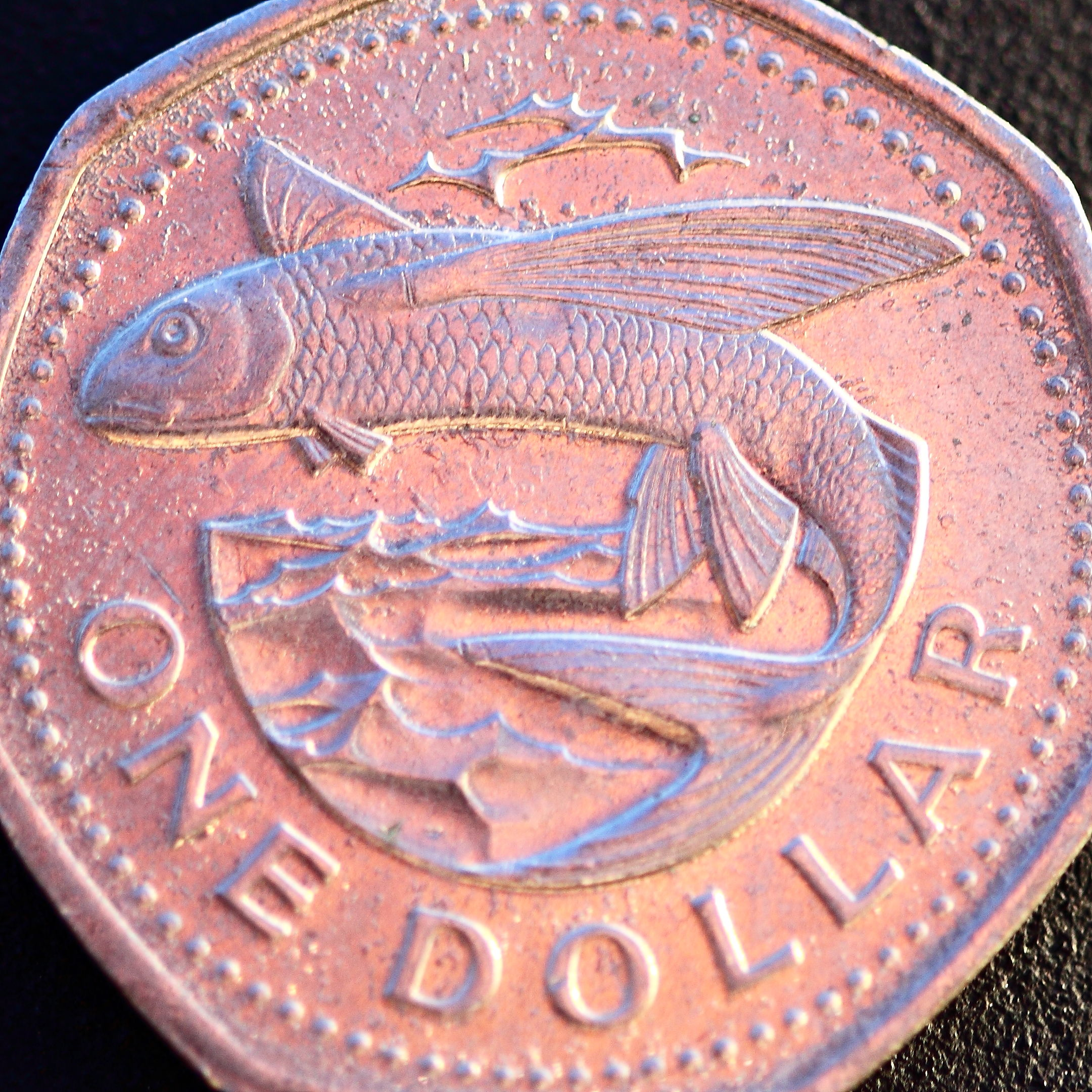
Аверс монети 1 долар (1998)
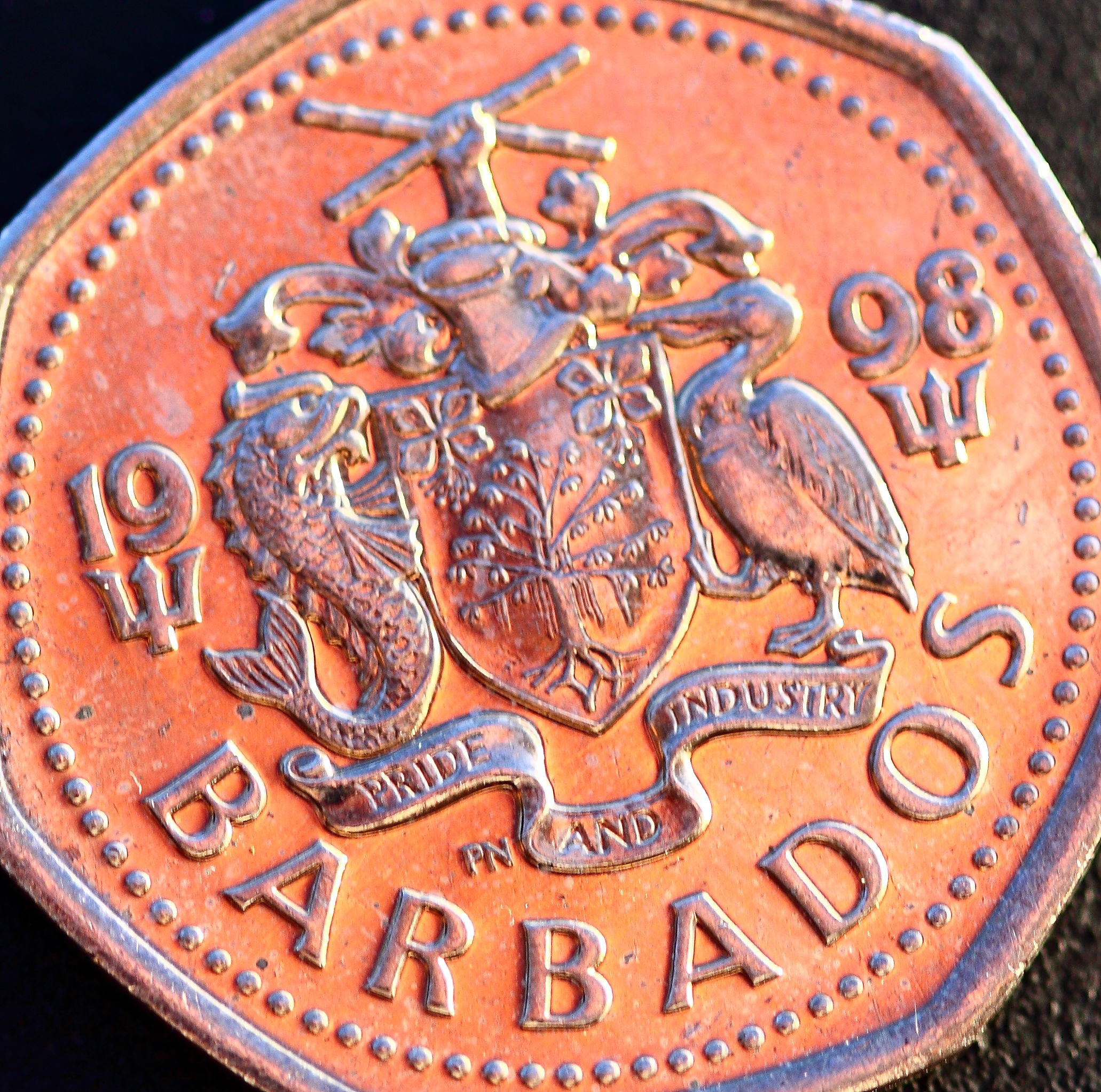
Реверс монети 1 долар (1998)